# Liste der reichsten Slowaken
Die Liste der reichsten Slowaken nennt das Vermögen von Einzelpersonen und Familien mit slowakischer Staatsangehörigkeit.
(Stand: 2022)
| Rang | Name           | Vermögen (USD) | Unternehmen       |
| ---- | -------------- | -------------- | ----------------- |
| 1    | Ivan Chrenko   | 1,8 Mrd.       | HB Reavis         |
| 2    | Familie Haščák | 1,3 Mrd.       | Penta Investments |
| 3    | Familie Tkáč   | 0,8 Mrd.       | u. a. J&T Banka   |